# Donald McHenry

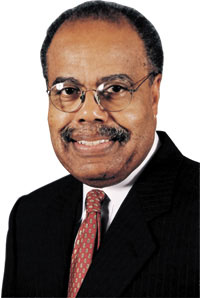
Donald F. McHenry

Donald Franchot McHenry (* 13. Oktober 1936 in St. Louis, Missouri) ist ein US-amerikanischer Diplomat, Hochschullehrer und Wirtschaftsmanager, der zwischen 1979 und 1981 Ständigen Vertreter der Vereinigten Staaten bei den Vereinten Nationen war.

## Leben

### Studium, Diplomat und Ständiger Vertreter bei der UNO
McHenry begann nach dem Schulbesuch ein Studium an der Illinois State University (ISU), das er 1957 mit einem Bachelor of Science (B.Sc.) abschloss. Ein darauf folgendes postgraduales Studium an der Southern Illinois University Carbondale beendete er 1959 mit einem Master of Science (M.Sc.). Im Anschluss war er zwischen 1959 und 1953 an der Georgetown University tätig, ehe er 1963 in den diplomatischen Dienst des US-Außenministeriums eintrat. 1971 wurde er Gastgelehrter (Guest Scholar) der in Washington, D.C. ansässigen Denkfabrik Brookings Institution.
1977 wurde er Stellvertretender US-Vertreter im Sicherheitsrat der Vereinten Nationen. Nachdem Andrew Young wegen eines geheimen Treffens mit dem PLO-Repräsentanten Zehdi Terzi 1979 als Ständiger Vertreter der USA bei den Vereinten Nationen zurücktreten musste, wurde McHenry am 23. September 1979 von US-Präsident Jimmy Carter zu Youngs Nachfolger ernannt. Er verblieb auf diesem Posten als Botschafter bei der UNO mit Kabinettsrang bis zum Ende von Carters Amtszeit am 20. Januar 1981 und wurde danach am 4. Februar 1981 von Jeane Kirkpatrick abgelöst.

### Wirtschaftsmanager und Hochschullehrer
Nach seinem Ausscheiden aus dem diplomatischen Dienst wechselte McHenry in die Privatwirtschaft und war seit 1981 Vorstandsmitglied von The Coca-Cola Company sowie zugleich zwischen 1981 und 1982 von International Paper, des weltweit größten PackmittelHerstellers, und ferner von 2000 bis 2004 auch Vorstandsmitglied des Pharmaunternehmens GlaxoSmithKline. Des Weiteren war er Mitglied der Vorstände des Telekommunikationsunternehmens AT&T sowie des Kreditinstitutes Fleet Boston.
McHenry war Professor für Praktische Diplomatie an der Georgetown University und Fellow für Internationale Angelegenheiten des Council on Foreign Relations sowie Vorsitzender des Fonds für Internationale Stipendien der Ford Foundation. Er engagierte sich ferner auch weiterhin für politische Themen, insbesondere zur Außenpolitik, in verschiedenen Institutionen und Organisationen wie der American Academy of Diplomacy, des Institute for International Economics sowie als Mitglied des Beirates des National Democratic Institute for International Affairs. Daneben ist er auch Mitglied des Redaktionsrates der Fachzeitschrift Foreign Policy.
Darüber hinaus war McHenry Treuhänder des Mount Holyoke College, Fellow der American Academy of Arts and Sciences (seit 1992), Mitglied des Treuhandgremiums der 1950 von Dwight D. Eisenhower gegründeten American Assembly, Vorstandsmitglied der Ditchley Foundation sowie Mitglied des Beratergremiums der von Warren Rudman gegründeten Organisation Partnership for a Secure America.
McHenry steht der Demokratischen Partei nahe und unterstützte Barack Obama bei der Präsidentschaftswahl in den Vereinigten Staaten 2012.